# Moïse Katumbi

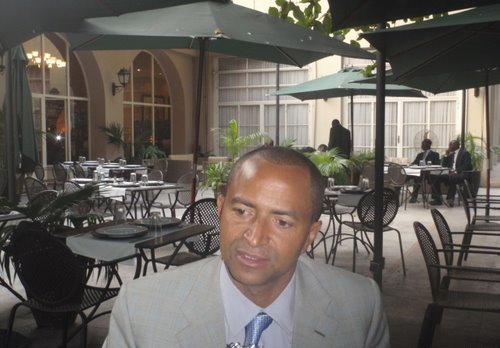
Moïse Katumbi Chapwe (2010)

Moïse Katumbi Chapwe (nascido em 28 de dezembro de 1964) é um político e empresário quinxassa-congolês. Foi Governador da província do Catanga, região situada na região sul da República Democrática do Congo, de 2007 a setembro de 2015. Foi membro do Partido do Povo para a Reconstrução e a Democracia (PPRD) até 29 de setembro de 2015. Foi considerado como "provavelmente o segundo homem mais poderoso da República Democrática do Congo depois do Presidente, Joseph Kabila" e foi nomeado pela revista Jeune Afrique para "Personalidade Africana do ano de 2015".

## Biografia
Moïse Katumbi é filho de mãe congolesa e de pai grego, Nissim Soriano, fugido de Rhodes entre as duas guerras mundiais, durante o domínio da Itália fascista. Fixou-se em Catanga, perto do Lago Moero.
Moïse Katumbi é casado com Carine Katumbi.

## Formação académica
Moïse Katumbi fez os seus estudos na escola Kiwele de Lubumbashi e na missão Kapolowe onde obteve um diploma estatal, tendo-se licenciado em Psicologia.
Enquanto geria os negócios do irmão e iniciava outras atividades na Zâmbia, aprendeu Inglês e frequentou cursos de gestão.

#### Empresa de pesca
Moïse Katumbi iniciou a sua carreira empresarial a vender peixe na escola e aos 13 anos obteve o primeiro lucro de 40 dólares. O negócio prospera no lago Moero em grande parte devido ao fornecimento de peixe à empresa mineira Gécamines detida pelo estado.

#### Établissement Katumbi
Katumbi desenvolveu, diversificou e expandiu rapidamente as atividades na Zâmbia a outros setores: transportes, comércio, abastecimento de produtos alimentares. Desde uma extensa rede viária de milhares de quilómetros à eletrificação de zonas rurais e urbanas, à construção e à reabilitação de escolas e hospitais, Katumbi tem a sua marca espalhada por toda a província do Catanga.
Em 1987, fundou a holding Établissement Katumbi para agregar todos os negócios: minas, transportes e abastecimento de produtos alimentares.

#### Sociedade Mineira do Katanga
Dez anos mais tarde, depois de um período de diversificação dos negócios, funda a MCK (Sociedade Mineira do Katanga), tendo recuperado 80% da produção mineira de cobre e de cobalto da Gécamines. A 9 de novembro de 2015, a empresa francesa Necotrans comprou a MCK por um montante não revelado.

### Futebol

#### TP Mazembe
Desde 1997, Moïse Katumbi também é presidente do clube de futebol TP Mazembe, em Lubumbashi. A equipa ganhou cinco vezes a Liga dos Campeões da Confederação Africana de Futebol (CAF), cujos últimos êxitos conseguidos datam de 2009, 2010 e 2015. A equipa disputou ainda as finais do Campeonato do Mundo de Clubes de 2010 organizado pela FIFA em Abu Dhabi e de 2015, realizado em Tóquio.
O clube fez história ao tornar-se o primeiro clube africano a conseguir quebrar a hegemonia europeia e sul-americana, ao chegar à final do Campeonato do Mundo de Clubes organizado pela FIFA, onde perdeu com o Inter de Milão.
Moise Katumbi também promoveu um programa social através da prática do futebol destinado a integrar e a treinar os jovens na província do Catanga. (Mais de 2 000 membros até agora) Katumbi terminou a construção do estádio do TP Mazembe em 2011, cujo montante orçou em 35 milhões de dólares americanos.

#### Comissão Estratégica da FIFA
A 2 de janeiro de 2012 foi eleito para a Comissão Estratégica da FIFA, cargo que ocupa até hoje.

## Percurso político
Em 2006 e 2011, Moïse Katumbi apoiou Joseph Kabilana na corrida à presidência da República Democrática do Congo. No entanto, como aconteceu com muitos outros, Katumbi afastou-se publicamente de Kabila em 2015.
Num artigo da Reuters publicado no dia 13 de novembro de 2015, Moïse Katumbi sugeriu a imunidade criminal de Kabila pelos atos praticados no exercício das suas funções depois de abandonar o cargo "como uma tentativa de convencer Kabila a abandonar o lugar, uma vez que o segundo e último mandato para o qual foi eleito termina no ano seguinte". Moise acrescentou que se Kabila abandonasse as funções dentro do período estabelecido na Constituição tornar-se-ia o "pai da democracia congolesa" e um presidente muito querido pelo povo congolês.

### Deputado da Assembleia Nacional
Em 2006 foi eleito Deputado da  Assembleia Nacional antes de ser eleito Governador da província do Catanga em janeiro de 2007, tendo obtido 94 votos, num total de 102 votos.

### Governador do Catanga
Pouco depois de ter tomado posse como governador do Catanga, Moïse Katumbi proibiu a exportação de matérias-primas minerais, obrigando assim as grandes sociedades mineiras a criarem unidades de transformação na província. Aumentou os impostos locais, cujas receitas passaram de 80 milhões a mais de 3 biliões de dólares americanos para combater a corrupção e aumentar as exportações de cátodo de cobre puro. Estas receitas foram utilizadas na construção de escolas, estradas, hospitais e infraestruturas destinadas ao fornecimento de água potável (o acesso à água potável passou de 3% para 67%) a inúmeras populações carenciadas.
De acordo com os dados da Câmara de Exploração Mineira, a produção de cobre que, em 2006, ascendia a 8 000 toneladas métricas, aumentou para mais de 1 milhão de toneladas em 2014 graças às medidas tomadas por Moise Katumbi. Durante a sua administração, foram construídos mais de 1 000 km de estradas e o preço de um saco de farinha de milho desceu de 45 para 10 dólares americanos.
Tal como previsto na Constituição do seu país, Moïse Katumbi anunciou em 2013 que não se recandidataria a um segundo mandato como Governador. Para as eleições presidenciais de 2016, foi considerado por muitos observadores nacionais e internacionais como um potencial candidato à sucessão de Joseph Kabila.

### Front Citoyen 2016
A 29 de setembro de 2015 renunciou ao cargo de Governador depois dos líderes de sete partidos políticos terem sido expulsos por decisão da Maioria Presidencial, na sequência de uma carta aberta dirigida a Kabila, onde o questionavam sobre a sua intenção de se retirar em 2016, ano do fim do seu segundo mandato. Katumbi acrescentou que a sua demissão do Partido Popular para a Reconstrução e a Democracia lhe permitiria denunciar as tentativas do governo nacional para violar a Constituição e adiar as eleições, bem como recuperar a sua liberdade de expressão e de ação. Na mesma declaração, anunciou a importância de se realizarem consultas públicas junto da sociedade civil tendo em vista a criação de um movimento republicano e democrático no país. A 19 de dezembro de 2015, Moïse Katumbi juntou-se a outras 26 altas figuras da sociedade congolesa numa coligação denominada "Front Citoyen 2016". A entidade visa proteger os valores fundamentais da Constituição e garantir a realização das eleições presidenciais de 2016.

## Prémios e Distinções
A 15 de dezembro de 2012, a Millenium Excellence Foundation distinguiu Katumbi com a «Estrela Negra de África 2012», condecoração atribuída em Nairobi, no Quénia. Esta distinção reconheceu o contributo e o papel desempenhado por Katumbi enquanto defensor da boa governação em África.
Em janeiro de 2015, Moise Katumbi foi ainda distinguido com o prémio «Dirigente de Futebol do Ano» atribuído pela Confederação Africana de Futebol.
A 22 de dezembro de 2015, Moïse Katumbi foi nomeado pela Jeune Afrique para «Personalidade Africana de 2015», a mais prestigiada revista pan-africana.